# Gramalote
Gramalote – miasto w Kolumbii, w departamencie Norte de Santander.